# L'armadura de Déu
L'armadura de Déu (títol original: Longxiong hudi), és una pel·lícula de Hong Kong dirigida per Jackie Chan, estrenada l'any 1986. Ha estat doblada al català.

## Argument
Jackie, un gran aventurer, és designat per Bannon, un mil·lionari col·leccionista d'antiguitats, per trobar les peces que falten d'un vell artefacte religiós, "L'armadura de Déu". Paral·lelament, els fidels d'aquesta religió volen recuperar el seu "tresor" i segresten la millor amiga de Jackie, Lorelei, per fer-la servir com moneda d'intercanvi. Jackie desitja manllevar les parts de l'Armadura de Déu de Bannon per intercanviar-les per Lorelei, però aquest no accepta que la seva bonica filla May l'acompanyi per vigilar l'Armadura. El promés de Lorelei, i millor amic de Jackie, insisteix en marxar amb ells. Junts, troben un plànol per lliurar Lorelei tot guardant, i fins i tot completant, l'Armadura de Déu.

## Repartiment
- Jackie Chan: Jackie « El Falcó » (Asian Hawk)
- Alan Tam: Alan
- Rosamund Kwan: Lorelei
- Lola Forner: May
- Bozidar Smiljanic: Bannon
- Ken Boyle: Gran màgic
- John Ladalski: Cap Lama
- Robert O'Brien: Metge
- Boris Gregoric: L'home de la venda a la subhasta
- Alicia Shonte: Combatent
- Vivian Wycliffe: Combatent
- Stephanie Evans: Combatent

## Producció

### Rodatge
La pel·lícula ha estat rodada a Àustria (Graz i Viena), a Croàcia (Zagreb i Motovun), al Marroc, a París, a les Filipines i a Espanya.
Durant aquest rodatge Jackie Chan queda greument ferit. Havia de saltar d'un mur i enganxar-se en una branca, però desgraciadament per ell, la branca li rellisca de les mans. Va caure de més de deu metres i va picar primer amb el cap. Se'l va portar d'urgència a l'hospital on va quedar al llit més de sis mesos.

### Música
La seqüència musical amb el grup "The Losers" és una broma del grup rock de  Hong Kong "The Wynners". La formació dels Wynners inclou Alan Tam, Anthony Chan i Kenny Bee. Tots tres apareixen en la pel·lícula.

### Títols
La pel·lícula no es va estrenar en les sales americanes. No obstant això la seva continuació Operació Condor s'estrenarà en les sales americanes l'any 1991. Miramax Films traurà llavors la pel·lícula en vídeo l'any 1998 sota el títol Operation Condor 2: The Armor of the Gods, encara que  cronològicament hagi sortit abans. La partitura musical ha estat refeta per Michael Wandmacher per aquesta estrena americana.

## Nominacions
- Nominació per les millors coreografies (Chia Yung Liu i Chun Yeung Yuen), en els Hong Kong Film Awards 1988[5]